# Asmodeus
Asmodeus es un género extinto de mamíferos placentarios del orden Notoungulata que vivió en el Mioceno-Oligoceno, hace alrededor de 20 millones de años en Argentina.

## Generalidades
Asmodeus fue un notoungulado de gran tamaño. Su nombre hace referencia al demonio bíblico Asmodeo.[cita requerida] Era similar a Homalodotherium, aunque el doble de tamaño, llegando a pesar casi 2 toneladas. La mayoría de los notungulados tenía pezuñas, pero los homalodotéridos como Homalodotherium y Asmodeus poseía garras en los cuatro dedos de cada pata.